# Фот (единица измерения)
Фот (обозначение: фот, ph) — единица измерения освещённости в системе СГС.
1 фот — освещенность поверхности площадью 1 см² при световом потоке падающего на нее излучения равном 1 лм. Аналогичная единица измерения светимости носит название радфот.
1 фот = 1 лм/см² = 104 лм/м² = 104 лк = 10 клк.
В данное время данная единица освещённости устарела и фактически нигде не используется.